# Берг, Сибилла
Сибилла Берг (нем. Sibylle Berg, род. 2 июня 1962) — немецко-швейцарская писательница и драматург. Она пишет романы, эссе, короткие рассказы, пьесы, радиопостановки.
Берг — современный автор, её считают одной из самых известных и влиятельных писателей и драматургов в немецкоязычном мире. Её книги (15) переведены на 30 языков. Сибилла Берг завоевала множество престижных наград за свою многолетнюю карьеру. Сочинения Берг сравнивали с произведениями Курта Воннегута, Бретта Истона Эллиса, Мишеля Уэльбека и Уилла Селфа. Она стала культовой фигурой в немецкой альтернативной субкультуре, получив очень большую базу поклонников среди ЛГБТ-сообщества и европейских художественных сообществ. Она живёт в Швейцарии и Израиле.

## Жизнь
Берг родилась 2 июня 1962 года в Веймаре, Германия. Детство и юность провела в приёмной семье в Констанце, Румыния. Её отец был профессором музыки, а мать библиотекарем. Она изучала океанографию в Гамбургском университете и работала на различных работах. В 1996 году она переехала в Цюрих, Швейцария. Она вышла замуж в 2004 году и имеет швейцарское гражданство с 2012 года. Известно, что Сибилла Берг поддерживает движение Straight edge. Берг описывает себя как небинарную персону.
25 сентября 2023 года было объявлено, что Берг будет участвовать в выборы в Европарламент в июне 2024 года от Die PARTEI..
На Европейских выборах 2024 года Берг была избрана в Европейский парламент вместе с Мартин Зоннеборн. Берг имеет немецкое и швейцарское гражданство.

## Писательство
Первый роман Сибиллы Берг «Несколько человек ищут счастья и смеются до смерти» был опубликован в 1997 году издательством Reclam Publishing после того, как ранее его отвергли 50 других издательств. Книга была продана тиражом около 400 000 экземпляров и продолжает продаваться и 23 года спустя.
Берг написала 15 романов. По случаю публикации новой книги Сибилла Берг, как правило, устраивает тур, который обычно больше похож на рок-концерт, чем на чтение книги. Обычно эти мероприятия привлекают тысячи людей на каждое шоу. В 2012 году, когда была выпущена её книга Vielen Dank für das Leben (Спасибо за эту жизнь), в книжный тур вошли актёры театра и кино Катя Риман, Маттиас Брандт и музыкант Мари Ошер.
В туре после выхода романа GRM brainfuck (повествует о неолиберальной Англии после Брексита) Сибилла Берг создала мультимедийное шоу для чтения с тремя актёрами, молодым (14 лет) грайм-звездой, рэпером T.Roadz и ветеранами Grime, основателями Ruff Sqwad, рэперами Prince Rapid и Slix. В 2019 году роман GRM — Brainfuck был опубликован Kiepenheuer & Witsch, месяцами находился в списке бестселлеров и был продан сотнями тысяч копий.

## Драматургия
Сибилла Берг написала 29 пьес. В 2000 году в Бохуме была поставлена её вторая пьеса «Helges Leben» («Жизнь Хельге»), которая была заказана для Мюльхеймского театрального фестиваля.
В 2008 году в центральном театре Цюриха была поставлена пьеса «Von denen die überleben» («О тех, кто выжил») в сотрудничестве с такими известными артистами, как Джон Пилипчук, Габриэла Фридриксдоттир и другими.
В 2013 году Сибилла Берг начала работать с Театром Максима Горького в Берлине, а её первая пьеса «Es sagt mir nichts, das so genannete Draussen» («Так называемое внешнее для меня ничего не значит») была выбрана в 2014 году как спектакль года по версии Theater heute.
В 2015 году спектакль «Und dann kam Mirna» («И пришла Мирна») получил премию Фридриха Люфта как лучшая постановка в Берлине и Потсдаме.
В 2019 году спектакль Wonderland Ave был приглашён в «Mülheim Theatertage». В том же году спектакль «Триптих ненависти — Пути выхода из кризиса» (Has-Triptychon — Wege aus der Crisis) стал лауреатом премии «Nestroypreis» как лучший спектакль года в немецкоязычных странах.
Пьесы Берг ставились и транслировались в США, Великобритании, Италии, Франции, Испании, Польше, Литве, Чехии, Словении, Венгрии, Турции, Дании, Швеции, Норвегии, Нидерландах, Румынии и Болгарии.

## Социальный активизм
Сибилла Берг долгое время была общественным деятелем. В 2018 году она провела референдум против страховых компаний, контролирующих отдельных страховщиков без судебного решения.
Сибилла Берг поддерживает референдум E-ID против приватизации проекта цифрового паспорта частным бизнесом.
В 2019 году в ответ на историографию, в которой доминируют мужчины, Сибилла Берг вместе с другими женщинами опубликовала «Канон видимости женщин в науке, искусстве и литературе».
Сибилла Берг активно занимается научным просвещением. Она ведёт рубрику под названием «Ботаники спасают мир» в швейцарском журнале Republik.
Она поддерживает Хартию основных цифровых прав Европейского союза, опубликованную в конце ноября 2016 года.
Сибилла Берг — постоянный гость конференции re:publica.

## Другие проекты
Берг написала различные статьи для Die Zeit, Neue Zürcher Zeitung и Die Presse, среди прочих. Она также была обозревателем Spiegel Online с января 2011 года под заголовком S.P.O.N. — Fragen Sie Frau Sibylle («Спросите мисс Сибилль»), публикуется еженедельно до марта 2018 года, а с тех пор — раз в две недели. У рубрики более 4 миллионов подписчиков. Берг также регулярно проводит серию интервью для швейцарского онлайн-журнала «Republik» под названием «Ботаники спасают мир», в которых она общается со специалистами из разных областей. В 2020 году «Kiepenheuer & Witsch» опубликовала книгу под названием «Ботаники спасают мир», объединяющую все эти беседы.
Сибилла Берг написала песни к своим пьесам, а также к пьесам других исполнителей, например, тексты к нескольким песням швейцарской певицы Сины. В 2011 году песня Ich Schwvara, написанная Берг и исполненная Синой, стала песней года и самой популярной песней на свадьбах в Швейцарии. Берг написала текст «Скорость» для группы Phillip Boa and the Voodooclub. Наряду с Rammstein и Element of Crime, Phillip Boa и Voodooclub можно услышать в записи чтения романа Берг «Секс II» (1999). С января 2016 года по декабрь 2017 года Берг читала свои сатирические тексты вне эфира перед представлением гостей ток-шоу ZDFneo Schulz & Böhmermann.

## Директор
В марте 2013 года Сибилла Берг вместе с Хаско Вебером поставила Angst Reist («Страх путешествует с нами») в Штутгартском театре. В том же году The Berliner Festspiele удостоил её чести принять участие в «Дне с Сибиллой Берг», где она руководила однодневным мероприятием (где участвовали 60 известных художников, некоторых личных друзей, других участников). В октябре 2015 года она поставила свою пьесу «Как продать дом-убийцу» в театре Ноймаркт-Цюрих.

## Образовательный канон
В 2018 году Берг сотрудничала с Симоной Мейер, Хедвиг Рихтер, Маргарет Стоковски и семью другими специалистами, чтобы составить список «Женщины, которых вам нужно знать», опубликованный в августе Spiegel Online и Watson.ch. Канон включает 145 женщин и три группы женщин-художников. Канон подразделяется на науку, технологии, исследования, а также политику, литературу и искусство.

## Преподавание
Берг преподает драматургию в Цюрихском университете искусств с 2013 года.

## Работы, переведённые на английский язык
- By the Way, Did I Ever Tell You. Editor Raphael Gygax, Distributed Art Pub Incorporated, 2007, ISBN 978-3-905770-77-3
- AND NOW: THE WORLD!. Directed by Abigail Graham, Hackney Showroom London, 2015.[50][51]
- Wonderland Avenue, commissioned by Frieze Projects for Frieze Arts Fair 2016. Directed by Sebastian Nuebling, set built by German artist Claus Richter.[52][53]

## Работы, переведённые на французский язык
- Chercher le bonheur et crever de rire [«Ein paar Leute suchen das Glück und lachen sich tot»], trans. by Maryvonne Litaize and Yasmin Hoffmann, Nîmes, France, Éditions Jacqueline Chambon, coll. «Métro», 2000, 206 pp. ISBN 2-87711-213-6
- Amerika [«Amerika»], trans. by Maryvonne Litaize and Jacqueline Chambon, Nîmes, France, Éditions Jacqueline Chambon, coll. " Métro ", 2001, 267 p. ISBN 2-87711-228-4
- La Mauvaise Nouvelle d’abord. Des histoires d’hommes : nouvelles [«Das unerfreuliche Zuerst. Herrengeschichten»], trans. by Maryvonne Litaize and Yasmin Hoffmann, Nîmes, France, Éditions Jacqueline Chambon, coll. «Métro», 2003, 150 p. ISBN 2-87711-258-6
- La Vie de Martin [«Helges Leben»], trans. by Pascal Paul-Harang, Paris, Éditions Climats, 2004, 75 p. ISBN 2-84158-252-3
- Herr Mautz [«Herr Mautz»], trans. by Silvia Berutti-Ronelt and Laurent Hatat, Toulouse, France, Presses Universitaires du Mirail, coll. «Nouvelles scènes», 2004, 73 p. ISBN 2-85816-729-X
- Chien, femme, homme [«Hund, Frau, Mann»], trans. by Pascal Paul-Harang, Paris, L’Arche Éditeur, coll. «Scène ouverte», 2012, 41 p. ISBN 978-2-85181-780-8L’Arche éditeur
- Merci bien pour la vie [«Vielen Dank für das Leben»], trans. by Rose Labourie, Arles, France, Actes Sud, 2015, 352 pp. ISBN 978-2-330-05304-8

## Награды
- 2000: Марбугская литературная премия за Америку
- 2006/2007: Stipendium Landis & Gyr Foundation[54]
- 2008: Премия Вольфганга Кёппена[55]
- 2012: Премия города Цюрих[56]
- 2014: Пьеса года журнала Theater heute за Es sagt mir nichts, das so genannte Draußen (The So-Called Outside Means Nothing To Me)[57]
- 2015: Премия Фридриха Люфта[англ.] за Und dann kam Mirna (And Then Came Mirna)[4]
- 2016: Приз зрительских симпатий. Mülheimer Theatertage NRW за Und dann kam Mirna (And Then Came Mirna) в театре им. Максима Горького в Берлине[58]
- 2016: Премия драматурга Эльзы Ласкер-Шюлер[англ.][59]
- 2017: Премия города Цюрих[56]
- 2019: Литературная премия Касселя[англ.][60]
- 2019: Тюрингенская литературная премия[англ.][61]
- 2019: Театральная премия Нестроя — Авторская премия за лучшую театральную постановку[62]
- 2019: Швейцарская книжная премия[англ.] за GRM. Brainfuck[63]
- 2020: Гран-при Швейцарской литературной премии[64]
- 2020: Литературная премия Бертольда Брехта[англ.][65]
- 2020: Johann-Peter-Hebel-Preis[англ.] (Вручение в мае 2021)[66]
- 2021: «Пьеса года» по опросу критиков журнала Theater heute[англ.]': «И наверняка мир исчез со мной»[67]
- 2022: Драйтанненская литературная премия[68].

## театр
- A Few People Search For Happiness And Laugh Themselves To Death / Ein paar Leute suchen das Glück und lachen sich tot. (1999)
- Victor's Life / Helges Leben (2000)
- Dog, Woman, Man / Hund, Frau, Mann (2001)
- Herr Mautz (2002)
- Eine Stunde Glück (2003)
- Look, The Sun Is Going Down / Schau, da geht die Sonne unter (2003)
- It'll Be Alright. Never Love Again! / Das wird schon. Nie mehr Lieben! (2004)
- Make A Wish / Wünsch dir was. Ein Musical (2006)
- Did I actually tell you...? / Habe ich dir eigentlich schon erzählt..., 2 October 2007 Deutsches Theater in Göttingen. Director: Katja Fillmann (2007)
- Of Those Who Will Survive /Von denen, die überleben (2008)
- The Final Golden Years / Die goldenen letzten Jahre (2009)
- Only At Night / Nur nachts (2010)
- The Main Thing Is Work! / Hauptsache Arbeit! (2010)
- Missions Of Beauty / Missionen der Schönheit (2010)
- Don't Spoil The Surprise! / Lasst euch überraschen (2010)
- The Ladies Are Waiting / Die Damen warten (2012)
- Fear Travels With Us / Angst reist mit (2013, Berg's debut as stage director)
- Es sagt mir nichts, das sogenannte Draußen (2013)
- My Slightly Strange Friend Walter / Mein ziemlich seltsamer Freund Walter (2014)
- Good Cooking / Viel gut essen, von Frau Berg (2014)
- And Now: The World! / Und jetzt: Die Welt! (2015)
- And Then Came Mirna / Und dann kam Mirna (2015)
- How To Sell A Murder House (2015)
- After us the universe or the inner team knows no break/ Nach uns das All oder Das innere Team kennt keine Pause. 15 September 2017 Maxim Gorki Theater, Berlin. Director: Sebastian Nübling  (2017)
- Wonderland Ave., at: Schauspiel Köln, 8 June 2018; Director: Ersan Mondtag (2018)
- Hate Triptych – Ways out of the crisis / Hass-Triptychon — Wege aus der Krise. Director: Ersan Mondtag (2019)
- In the gardens / In den Gärten, 16 November 2019 Theater Basel (Director: Miloš Lolić) (2019)
- And surely the world disappeared with me / Und sicher ist mit mir die Welt verschwunden, 24 October 2020 Maxim Gorki Theater, Berlin. Director: Sebastian Nübling (2020)
- GRM Brainfuck ( based on the 2019 novel of the same name). A musical. 10 September 2021 premier at Thalia Theater. Director: Sebastian Nübling. Editing: Sibylle Berg (2021)
- It can only get better / Es kann doch nur noch besser werden. 21 September 2023 premier at the Berliner Ensemble. Director: Max Lindemann.
- RCE #RemoteCodeExecution , at: Berliner Ensemble, 25. April 2024. Director: Kay Voges.
- Toto or Thank You For This Life( based on the 2012 novel Thank You For This Life).  24 October 2024 premier at Burgtheater Wien. Director: Ersan Mondtag